# Jesús Fernández
Jesús "Chechu" Fernández Oceja, född 25 februari 1974 i Santander, är en spansk tidigare handbollsspelare (mittnia/vänsternia). Han var med och tog OS-brons 1996 i Atlanta.